# Лагуна-Бланка (коммуна)
Лагуна-Бланка (исп. Laguna Blanca) — коммуна в Чили. Административный центр коммуны — посёлок Вилья-Теуэльчес. Население — 151 человек (2002). Посёлок и коммуна входят в состав провинции Магальянес  и области Магальянес-и-ла-Антарктика-Чилена.
Территория коммуны — 3695,6 км². Численность населения — 662 жителя (2007). Плотность населения — 0,19 чел./км².

## Расположение
Посёлок Вилья-Теуэльчес расположен в 125 км на северо-запад от административного центра области города Пунта-Аренас.
Коммуна граничит:
- на севере — c провинцией Санта-Крус  (Аргентина)
- на востоке — с коммуной  Сан-Грегорио
- на юге — c коммуной Пунта-Аренас
- на западе — c коммунами Наталес, Рио-Верде

## Демография
Согласно сведениям, собранным в ходе переписи Национальным институтом статистики, население коммуны составляет 662 человека, из которых 547 мужчин и 115 женщин.
Население коммуны составляет 0,42 % от общей численности населения области Магальянес-и-ла-Антарктика-Чилена, при этом 100 % относится к сельскому населению и 0 % — городское население.